# Kevin, władca Północy
Kevin, władca Północy (ang. Kevin of the North) – kanadyjsko-brytyjska komedia przygodowa z 2001 roku w reżyserii Boba Spiersa. Film został wyprodukowany przez wytwórnię Universal Pictures.

## Opis fabuły
Los Angeles. Kevin Manley (Skeet Ulrich) otrzymuje spadek po mieszkającym na Alasce dziadku. By go otrzymać, musi wziąć udział w wyścigu psich zaprzęgów. Próbuje mu w tym przeszkodzić adwokat Clive Thornton (Leslie Nielsen), który sam pragnie zagarnąć spadek.

## Obsada
- Skeet Ulrich jako Kevin Manley
- Natasha Henstridge jako Bonnie Livengood
- Rik Mayall jako Carter
- Lochlyn Munro jako Ned Parker
- Leslie Nielsen jako Clive Thornton